# Горганска низина
Горганската низина заема югоизточната част на Прикаспийската низина, край бреговете на Каспийско море и северното подножие на планината Алборз, в северната част на Иран.
Дължината ѝ от запад на изток е около 80 km, а ширината около 40 km. Изградена е от антропогенни и съвременни пясъчно-глинести морски и делтово-алувиални наслаги. Отводнява се от река Горган, течаща през нея от изток на запад. Растителността е представена от солянково-ефемерови видове, развити върху ливадно-солончакови почви. Низината е частично усвоена чрез поливно земеделие, като се отглежда памук, царевица и др. Най-големите населени места са разположени по южната ѝ периферия – Горган, Бендер Шах, Алиабад и Гомбеде Кабус.